# Eleições estaduais no Pará em 1990
As eleições estaduais no Pará em 1990 ocorreram em 3 de outubro como parte das eleições no Distrito Federal e em 26 estados brasileiros. Foram eleitos o governador Jader Barbalho, o vice-governador Carlos Santos, o senador Coutinho Jorge, 17 deputados federais e 41 deputados estaduais. Como nenhum candidato a governador atingiu metade mais um dos votos válidos, houve um segundo turno em 25 de novembro e segundo a Constituição, o governador recebeu um mandato de quatro anos com início em 15 de março de 1991 sem direito a reeleição.
Em 1990 a eleição para o governo do Pará foi marcada pela cisão no PMDB sendo que o governador Hélio Gueiros agiu em oposição a Jader Barbalho apoiando a candidatura de Sahid Xerfan. Curiosamente este último foi nomeado prefeito de Belém por Jader Barbalho em abril de 1983 sendo mantido no cargo durante quatro meses, enquanto Hélio Gueiros foi eleito para o Palácio dos Despachos em 1986, também com o apoio do referido governador. Mesmo dividido, o PMDB venceu as eleições para o governo do Pará pela terceira vez consecutiva, sendo que o advogado Jader Barbalho foi eleito governador em 1982. Natural de Belém e graduado pela Universidade Federal do Pará, ingressou no MDB e nesse partido foi eleito vereador em Belém em 1966, deputado estadual em 1970 e 1974 e deputado federal em 1978. Findo o seu primeiro mandato no Palácio Lauro Sodré, foi ministro da Reforma Agrária e depois ministro da Previdência Social no Governo Sarney.
O triunfo do PMDB abrangeu a vitória do senador Coutinho Jorge. Economista formado na Universidade Federal do Pará, foi professor da instituição. Integrante do conselho deliberativo da Superintendência de Desenvolvimento da Amazônia e secretário-geral do Instituto de Desenvolvimento Econômico-Social do Pará (IDESP), foi secretário de Planejamento no governo Aloysio Chaves e no segundo governo Alacid Nunes. Eleito deputado federal pelo PMDB em 1982, foi secretário de Educação no primeiro governo Jader Barbalho até ser escolhido candidato a prefeito de Belém, cidade onde nasceu, sendo eleito em 1985.

## Resultado da eleição para governador

### Primeiro turno
Segundo o Tribunal Regional Eleitoral do Pará foram apurados 1.414.810 votos nominais (83,20%), 170.468 votos em branco (10,02%) e 115.261 votos nulos (6,78%) resultando no comparecimento de 1.700.539 eleitores.
| Candidatos a governador do estado | Candidatos a vice-governador | Número | Coligação                                                 | Votação | Percentual |
| --------------------------------- | ---------------------------- | ------ | --------------------------------------------------------- | ------- | ---------- |
| Jader Barbalho PMDB               | Carlos Santos PST            | 15     | Frente de Trabalho (PMDB, PST, PTR, PDC)                  | 617.475 | 43,64%     |
| Sahid Xerfan PTB                  | Luiz Rebelo Neto PRN         | 14     | Coligação do Povo (PTB, PFL, PDS, PL, PRN)                | 547.982 | 38,73%     |
| Almir Gabriel PSDB                | Rubens Meireles PT           | 45     | Frente Popular Novo Pará (PSDB, PT, PSB, PDT, PCB, PCdoB) | 230.242 | 16,28%     |
| Carlos Levy PSC                   | José Raul de Souza Nova PMN  | 20     | Frente da Recuperação do Pará (PSC, PMN)                  | 19.111  | 1,35%      |

### Segundo turno
Segundo o Tribunal Regional Eleitoral do Pará foram apurados 1.410.106 votos nominais (90,56%), 23.045 votos em branco (1,48%) e 123.983 votos nulos (7,96%) resultando no comparecimento de 1.410.106 eleitores.
| Candidatos a governador do estado | Candidatos a vice-governador | Número | Coligação                                  | Votação | Percentual |
| --------------------------------- | ---------------------------- | ------ | ------------------------------------------ | ------- | ---------- |
| Jader Barbalho PMDB               | Carlos Santos PST            | 15     | Frente de Trabalho (PMDB, PST, PTR, PDC)   | 708.703 | 50,26%     |
| Sahid Xerfan PTB                  | Luiz Rebelo Neto PRN         | 14     | Coligação do Povo (PTB, PFL, PDS, PL, PRN) | 701.403 | 49,74%     |

## Resultado da eleição para senador
Segundo o Tribunal Regional Eleitoral do Pará foram apurados 1.154.835 votos nominais (67,91%), 441.642 votos em branco (25,97%) e 104.062 votos nulos (6,12%) resultando no comparecimento de 1.700.539 eleitores.
| Candidatos a senador da República | Candidatos a suplente de senador                          | Número | Coligação                                                 | Votação | Percentual |
| --------------------------------- | --------------------------------------------------------- | ------ | --------------------------------------------------------- | ------- | ---------- |
| Coutinho Jorge PMDB               | Juvêncio Dias PST Donato Cardoso PTR                      | 151    | Frente de Trabalho (PMDB, PST, PTR, PDC)                  | 394.795 | 34,19%     |
| Ademir Andrade PSB                | Egídio Machado Sales Filho PT Orlando Bordallo Júnior PSB | 401    | Frente Popular Novo Pará (PSDB, PT, PSB, PDT, PCB, PCdoB) | 384.520 | 33,30%     |
| Jorge Arbage PDS                  | Ubaldo Corrêa PDS -                                       | 111    | Coligação do Povo (PTB, PFL, PDS, PL, PRN)                | 312.661 | 27,07%     |
| João Menezes PDC                  | Vancrílio da Costa Gonçalves Filho PDC -                  | 171    | Frente de Trabalho (PMDB, PST, PTR, PDC)                  | 40.934  | 3,54%      |
| Hélio Vieira Dourado PSC          | -                                                         | 201    | Frente da Recuperação do Pará (PSC, PMN)                  | 21.925  | 1,90%      |

## Deputados federais eleitos
São relacionados os candidatos eleitos com informações complementares da Câmara dos Deputados.

Representação eleita
  PMDB: 6
  PTB: 3
  PDS: 3
  PT: 2
  PCdoB: 1
  PFL: 1
  PDT: 1

| Número  | Deputados federais eleitos | Partido | Votação | Percentual | Cidade onde nasceu | Unidade federativa |
| 6511    | Socorro Gomes              | PCdoB   | 60.317  |            | Cristalândia       | Tocantins          |
| 1411    | Mário Chermont             | PTB     | 42.111  |            | Rio de Janeiro     | Rio de Janeiro     |
| 2525    | Alacid Nunes               | PFL     | 41.751  |            | Belém              | Pará               |
| 1422    | Carlos Kayath              | PTB     | 26.071  |            | Belém              | Pará               |
| 1313    | Valdir Ganzer              | PT      | 25.634  |            | Iraí               | Rio Grande do Sul  |
| 1107    | José Diogo                 | PDS     | 25.558  |            | Belém              | Pará               |
| 1511    | Manuel Ribeiro             | PMDB    | 22.211  |            | Belém              | Pará               |
| 1522    | Paulo Titan                | PMDB    | 21.011  |            | Belém              | Pará               |
| 1433    | Hilário Coimbra            | PTB     | 20.052  |            | Belém              | Pará               |
| 1550    | Nicias Ribeiro             | PMDB    | 19.580  |            | Belém              | Pará               |
| 1118    | Osvaldo Melo               | PDS     | 19.194  |            | Belém              | Pará               |
| 1212    | Giovanni Queiroz           | PDT     | 17.737  |            | Campina Verde      | Minas Gerais       |
| 1560    | Hermínio Calvinho          | PMDB    | 16.976  |            | Belém              | Pará               |
| 1517    | Domingos Juvenil           | PMDB    | 16.537  |            | Vigia              | Pará               |
| 1115    | Gerson Peres               | PDS     | 16.170  |            | Cametá             | Pará               |
| 1311    | Paulo Rocha                | PT      | 15.260  |            | Curuçá             | Pará               |
| 1525    | Mário Martins              | PMDB    | 14.572  |            | Belém              | Pará               |
| Fontes: |                            |         |         |            |                    |                    |

## Deputados estaduais eleitos
Estavam em jogo 41 cadeiras na Assembleia Legislativa do Pará.

Representação eleita
  PMDB: 10
  PTB: 8
  PDS: 7
  PT: 6
  PRN: 4
  PL: 2
  PDT: 2
  PSDB: 1
  PDC: 1

Fonteː
| Número | Deputados estaduais eleitos        | Partido | Votação | Percentual | Cidade onde nasceu  | Unidade federativa |
| 15556  | Wilmar Gomes Freire                | PMDB    | 20.315  |            | Santarém            | Pará               |
| 11959  | Osvaldo Mutran                     | PDS     | 12.599  |            | Marabá              | Pará               |
| 36454  | Raimundo Santos                    | PRN     | 12.032  |            | Santarém            | Pará               |
| 11477  | Mário Couto                        | PDS     | 10.786  |            | Salvaterra          | Pará               |
| 22238  | João Bosco Rufino Moisés           | PL      | 10.555  |            | São João de Pirabas | Pará               |
| 14334  | Aloísio Augusto Lopes Chaves       | PTB     | 9.393   |            | Belém               | Pará               |
| 14703  | Herundino Moreira Júnior           | PTB     | 8.908   |            | Cametá              | Pará               |
| 13445  | Edmilson Rodrigues                 | PT      | 8.665   |            | Belém               | Pará               |
| 12208  | Wagner Oliveira Fontes             | PDT     | 8.517   |            | Itapuranga          | Goiás              |
| 15712  | Francisco Ferreira Freitas Neto    | PMDB    | 8.510   |            | Capanema            | Pará               |
| 15147  | Wandenkolk Gonçalves               | PMDB    | 8.464   |            | Itupiranga          | Pará               |
| 11205  | Benedito Antônio Costa Guimarães   | PDS     | 8.352   |            | Santarém            | Pará               |
| 15693  | Durbiratan de Almeida Barbosa      | PMDB    | 8.322   |            | Chaves              | Pará               |
| 15263  | Joércio Barbalho                   | PMDB    | 8.050   |            | Belém               | Pará               |
| 14347  | Francisco Xavier Palheta Júnior    | PTB     | 8.033   |            | Paragominas         | Pará               |
| 14106  | Nelson Luiz Teixeira Chaves        | PTB     | 8.031   |            | Altamira            | Pará               |
| 14691  | Gedeão Dias Chaves                 | PTB     | 7.918   |            | Grajaú              | Maranhão           |
| 15814  | Gervásio Bandeira Ferreira         | PMDB    | 7.897   |            | Santarém            | Pará               |
| 22328  | Luiz Sefer                         | PL      | 7.872   |            | Belém               | Pará               |
| 17659  | José Rodrigues de Souza Neto       | PDC     | 7.720   |            | Marabá              | Pará               |
| 15799  | Antônio Armando Amaral de Castro   | PMDB    | 7.633   |            | Belém               | Pará               |
| 15277  | José Espinheiro do Nascimento      | PMDB    | 7.294   |            | Redenção            | Pará               |
| 15738  | José Alfredo Silva Hage            | PMDB    | 7.290   |            | Belém               | Pará               |
| 14260  | Manoel Carlos Antunes              | PTB     | 7.271   |            | Nova Módica         | Minas Gerais       |
| 36846  | Waldoli Valente                    | PRN     | 7.165   |            | Cametá              | Pará               |
| 14812  | Zenaldo Coutinho                   | PTB     | 6.817   |            | Belém               | Pará               |
| 11672  | Zeno Veloso                        | PDS     | 6.748   |            | Belém               | Pará               |
| 11211  | Ronaldo Passarinho                 | PDS     | 6.695   |            | Belém               | Pará               |
| 11242  | Luís da Cunha Teixeira             | PDS     | 6.588   |            | Augusto Corrêa      | Pará               |
| 12615  | José Pereira da Costa              | PDT     | 6.520   |            | Barcarena           | Pará               |
| 15990  | José Priante                       | PMDB    | 6.503   |            | Belém               | Pará               |
| 11249  | Cipriano Sabino de Oliveira Júnior | PDS     | 6.400   |            | Prainha             | Pará               |
| 14777  | Antenor Fonseca de Oliveira        | PTB     | 6.182   |            | Santa Luzia do Pará | Pará               |
| 36938  | Eunice Gouvêia Gomes               | PRN     | 5.830   |            | Marituba            | Pará               |
| 13240  | Geraldo Pastana                    | PT      | 5.801   |            | Santarém            | Pará               |
| 36100  | Aldir Jorge Viana da Silva         | PRN     | 5.729   |            | Bragança            | Pará               |
| 13345  | José Carlos Lima da Costa          | PT      | 5.148   |            | Belém               | Pará               |
| 13625  | Esmerino Neri Batista Filho        | PT      | 5.040   |            | Abaetetuba          | Pará               |
| 13816  | Babá                               | PT      | 4.934   |            | Faro                | Pará               |
| 45977  | Edson Matoso                       | PSDB    | 4.723   |            | Anapu               | Pará               |
| 13482  | Aída Maria Farias da Silva         | PT      | 4.576   |            | Novo Repartimento   | Pará               |